# Elecciones generales de Nueva Zelanda de 1987
Las elecciones generales neozelandesas de 1987 fueron unas elecciones nacionales para determinar la forma del 42º Parlamento de Nueva Zelanda. El gobernante Partido Laborista de Nueva Zelanda, liderado por el Primer Ministro David Lange, fue reelegido para un segundo mandato, a pesar de que el opositor Partido Nacional de Nueva Zelanda avanzó en escaños. Estas elecciones también supusieron la salida del Partido Democrático (antes denominado Partido del Crédito Social) del Parlamento, dejando a laboristas y nacionales como los únicos partidos representados. 
Esto marcó la primera vez que un gobierno laborista fue reelegido para una segunda legislatura desde 1938 y la primera vez que mejoraban su resultando estando en el gobierno desde 1946.

## Contexto
Antes de las elecciones el Partido Laborista (en el gobierno) mantenía 56 escaños, conservando una mayoría absoluta en el Parlamento. El Partido Nacional (en la oposición) mantenía 37 asientos. Los Demócratas, un pequeño partido seguidor de los principios del crédito social, tenía dos escaños.
El principal tema durante las elecciones estaban en las reformas económicas aplicadas por Roger Douglas, que ejercía de Ministro de Finanzas. Estaas reformas, conocidas como "Rogernomics", supuso un acercamiento a políticas monetaristas para controlar la inflación y rebajar impuestos y subsidios. Estas medidas tuvieron una fuerte oposición por parte de muchos apoyos tradicionales al Partido Laborista, que vieron en estas reformas una traición de los principios de izquierda del partido. Muchos comentaristas creyeron que el descontento público hacia las reformas económicas podría costarle el gobierno. 
Otra materia relevante, y quizás la que permitió a los laboristas resistir la desafección pública, fue la política antinuclear. En la legislatura anterior, Nueva Zelanda adoptó una legislación que impedía que las armas nucleares o barcos con mercancía nuclear llegaran a Nueva Zelanda, un movimiento que provocó una furiosa reacción de sus aliados en el tratado del ANZUS. El Partido Nacional tenía la intención de revocar la prohibición, pero la opinión pública apoyó esta decisión. 

## Resultados

### Resultados por partido político
|  | 47.9 % |

|  | 44.0 % |

|  | 5.7 % |

|  | 2.1 % |

|  | 0.6 % |

|  | 100.00 % |

a Respecto al resultado del Partido del Crédito Social en 1984.